# Tjärby socken
Tjärby socken i Halland ingick i Höks härad och är sedan 1974 en del av Laholms kommun i Hallands län, från 2016 inom Veinge-Tjärby distrikt.
Socknens areal är 17,79 kvadratkilometer, varav 17,69 land. År 1995 fanns här 1 553 invånare. Kyrkbyn Tjärby med sockenkyrkan Tjärby kyrka ligger i socknen. 

## Administrativ historik
Tjärby socken har medeltida ursprung.
Vid kommunreformen 1862 övergick socknens ansvar för de kyrkliga frågorna till Tjärby församling och för de borgerliga frågorna till Tjärby landskommun.  Denna senare inkorporerades 1952 i Veinge landskommun vilken senare uppgick 1974 Laholms kommun. Församlingen uppgick 1998 i Veinge-Tjärby församling.
1 januari 2016 inrättades distriktet Veinge-Tjärby distrikt, med samma omfattning som Veinge-Tjärby distrikt församling hade 1999/2000 och fick 1998, och vari detta sockenområde ingår.
Socknen har tillhört fögderier och domsagor enligt Höks härad. De indelta båtsmännen tillhörde Södra Hallands första båtsmanskompani.

## Geografi och natur
Tjärby socken ligger norr om Laholm och är en mjukt kuperad slättbygd med någon skog.
Tjärby naturreservat ingår i EU-nätverket Natura 2000.
I kyrkbyn Tjärby fanns förr ett gästgiveri.

## Fornlämningar
Från stenåldern finns boplatser och från bronsåldern gravrösen. Från järnåldern finns det stora gravfältet Örelids stenar.

## Namnet
Namnet (1455 Tyärby) kommer från kyrkbyn. Förleden är något oklar, tjärn har föreslagits och ett annat ord med betydelsen 'träd; samling av träd; lund; skog'. Efterleden  är by, 'gård; by'.

## Befolkningsutveckling
| Befolkningsutvecklingen i Tjärby socken 1780–1990                                                       | Befolkningsutvecklingen i Tjärby socken 1780–1990 | Befolkningsutvecklingen i Tjärby socken 1780–1990 | Befolkningsutvecklingen i Tjärby socken 1780–1990 | Befolkningsutvecklingen i Tjärby socken 1780–1990 |
| --- | ------------------------------------------------- | ------------------------------------------------- | ------------------------------------------------- | ------------------------------------------------- |
| |                                                   |                                                   |                                                   |                                                   |
| År |                                                   |                                                   | Folkmängd                                         |                                                   |
| 1780 | 1780                                              |                                                   | 322                                               |                                                   |
| 1790 | 1790                                              |                                                   | 295                                               |                                                   |
| 1800 | 1800                                              |                                                   | 304                                               |                                                   |
| 1810 | 1810                                              |                                                   | 307                                               |                                                   |
| 1820 | 1820                                              |                                                   | 385                                               |                                                   |
| 1830 | 1830                                              |                                                   | 441                                               |                                                   |
| 1840 | 1840                                              |                                                   | 452                                               |                                                   |
| 1850 | 1850                                              |                                                   | 542                                               |                                                   |
| 1860 | 1860                                              |                                                   | 640                                               |                                                   |
| 1870 | 1870                                              |                                                   | 664                                               |                                                   |
| 1880 | 1880                                              |                                                   | 733                                               |                                                   |
| 1890 | 1890                                              |                                                   | 679                                               |                                                   |
| 1900 | 1900                                              |                                                   | 789                                               |                                                   |
| 1910 | 1910                                              |                                                   | 1 094                                             |                                                   |
| 1920 | 1920                                              |                                                   | 1 202                                             |                                                   |
| 1930 | 1930                                              |                                                   | 1 131                                             |                                                   |
| 1940 | 1940                                              |                                                   | 1 084                                             |                                                   |
| 1950 | 1950                                              |                                                   | 1 133                                             |                                                   |
| 1960 | 1960                                              |                                                   | 1 028                                             |                                                   |
| 1970 | 1970                                              |                                                   | 941                                               |                                                   |
| 1980 | 1980                                              |                                                   | 1 515                                             |                                                   |
| 1990 | 1990                                              |                                                   | 1 650                                             |                                                   |
| Anm: Källor: Umeå universitet - Tabellverket 1749-1859, Demografiska databasen, CEDAR, Umeå universitet |                                                   |                                                   |                                                   |                                                   |